# Tanzania ai Giochi della XXVIII Olimpiade
La Tanzania partecipò ai Giochi della XXVIII Olimpiade, svoltisi ad Atene, Grecia, dal 13 al 29 agosto 2004, con una delegazione di 8 atleti impegnati in una disciplina.

## Risultati

### Atletica leggera
| Q | Qualificato al turno successivo per la Classifica in qualificazione                                                          |
| q | Qualificato per il turno successivo per ripescaggio o, negli eventi su campo, conquistando la misura minima per qualificarsi |

Maschile
Eventi su pista e strada
| Atleta           | Evento   | Batteria  | Batteria   | Semifinale      | Semifinale      | Finale          | Finale          |
| Atleta           | Evento   | Risultato | Classifica | Risultato       | Classifica      | Risultato       | Classifica      |
| ---------------- | -------- | --------- | ---------- | --------------- | --------------- | --------------- | --------------- |
| Samwel Mwera     | 800 m    | 1'45"30   | 3º q       | dq              | -               | non qualificato | non qualificato |
| Samwel Mwera     | 1500 m   | dns       | -          | non qualificato | non qualificato | non qualificato | non qualificato |
| Fabiano Joseph   | 5000 m   | 13'31"89  | 11º        | N.D.            | N.D.            | non qualificato | non qualificato |
| Fabiano Joseph   | 10000 m  | N.D.      | N.D.       | N.D.            | N.D.            | 28'01"94        | 10º             |
| John Yuda Msuri  | 10000 m  | N.D.      | N.D.       | N.D.            | N.D.            | dnf             | -               |
| Zebedayo Bayo    | Maratona | N.D.      | N.D.       | N.D.            | N.D.            | dnf             | -               |
| Samson Ramadhani | Maratona | N.D.      | N.D.       | N.D.            | N.D.            | 2h20'38         | 40º             |
| John Nada Saya   | Maratona | N.D.      | N.D.       | N.D.            | N.D.            | dnf             | -               |

Femminile
Eventi su pista e strada
| Atleta            | Evento   | Batteria  | Batteria   | Finale          | Finale          |
| Atleta            | Evento   | Risultato | Classifica | Risultato       | Classifica      |
| ----------------- | -------- | --------- | ---------- | --------------- | --------------- |
| Restituta Joseph  | 5000 m   | 15'45"11  | 14ª        | non qualificata | non qualificata |
| Banuelia Mrashani | Maratona | N.D.      | N.D.       | dnf             | -               |